# Paulowniàcies
Les paulowniàcies (Paulowniaceae) són una família de l'ordre de les lamials.
Es tracta d'arbres amb grans fulles oposades, inflorescències terminals amb grans flors. Són originàries de les regions temperades de l'Extrem Orient.

## Gèneres
A data de 2017, The Plant List distingia quatre gènere dins de la família:
- Brandisia
- Paulownia
- Shiuyinghua
- Wightia